# 2015-ös Formula–E Miami nagydíj
A 2015-ös Formula–E Miami nagydíjat március 14-én rendezték. A pole-pozícióból Jean-Éric Vergne indulhatott és a futamot Nicolas Prost nyerte meg.

## A versenyhétvége

### Időmérő
| Poz. | #  | Versenyző              | Csapat             | Idő      | Különbség |
| ---- | -- | ---------------------- | ------------------ | -------- | --------- |
| 1.   | 25 | Jean-Éric Vergne       | Andretti Autosport | 1:05,953 |           |
| 2.   | 99 | Nelson Piquet Jr.      | NEXTEV TCR         | 1:06,003 | + 0,050   |
| 3.   | 8  | Nicolas Prost          | e.dams             | 1:06,167 | + 0,214   |
| 4.   | 2  | Sam Bird               | Virgin Racing      | 1:06,170 | + 0,217   |
| 5.   | 66 | Daniel Abt             | Audi Sport ABT     | 1:06,255 | + 0,302   |
| 6.   | 30 | Stéphane Sarrazin      | Venturi            | 1:06,389 | + 0,436   |
| 7.   | 11 | Lucas di Grassi        | Audi Sport ABT     | 1:06,424 | + 0,471   |
| 8.   | 7  | Jérôme d’Ambrosio      | Dragon Racing      | 1:06,502 | + 0,549   |
| 9.   | 3  | Jaime Alguersuari      | Virgin Racing      | 1:06,503 | + 0,550   |
| 10.  | 23 | Nick Heidfeld          | Venturi            | 1:06,510 | + 0,557   |
| 11.  | 28 | Scott Speed            | Andretti Autosport | 1:06,527 | + 0,574   |
| 12.  | 18 | Vitantonio Liuzzi      | Trulli GP          | 1:06,836 | + 0,883   |
| 13.  | 77 | Salvador Durán         | Amlin Aguri        | 1:06,888 | + 0,935   |
| 14.  | 9  | Sébastien Buemi        | e.dams             | 1:07,037 | + 1,084   |
| 15.  | 10 | Jarno Trulli           | Trulli GP          | 1:07,163 | + 1,210   |
| 16.  | 5  | Karun Chandhok         | Mahindra Racing    | 1:07,223 | + 1,270   |
| 17.  | 21 | Bruno Senna            | Mahindra Racing    | 1:07,283 | + 1,330   |
| 18.  | 55 | António Félix da Costa | Amlin Aguri        | 1:07,678 | + 1,725   |
| 19.  | 88 | Charles Pic            | NEXTEV TCR         | 1:08,243 | + 2,290   |
| 20.  | 6  | Loïc Duval             | Dragon Racing      | 1:09,454 | + 3,501   |

### Futam
| Poz. | #  | Versenyző              | Csapat             | Idő/Különbség | Pont    |
| ---- | -- | ---------------------- | ------------------ | ------------- | ------- |
| 1.   | 8  | Nicolas Prost          | e.dams             | 46:12,349     | 25      |
| 2.   | 28 | Scott Speed            | Andretti Autosport | + 0,433       | 18      |
| 3.   | 66 | Daniel Abt             | Audi Sport ABT     | + 5,518       | 15      |
| 4.   | 7  | Jérôme d’Ambrosio      | Dragon Racing      | + 5,941       | 12      |
| 5.   | 99 | Nelson Piquet Jr.      | NEXTEV TCR         | + 6,426       | 10 (+2) |
| 6.   | 55 | António Félix da Costa | Amlin Aguri        | + 8,754       | 8       |
| 7.   | 6  | Loïc Duval             | Dragon Racing      | + 9,498       | 6       |
| 8.   | 2  | Sam Bird               | Virgin Racing      | + 19,817      | 4       |
| 9.   | 11 | Lucas di Grassi        | Audi Sport ABT     | + 20,631      | 2       |
| 10.  | 77 | Salvador Durán         | Amlin Aguri        | + 24,587      | 1       |
|      |    |                        |                    |               |         |
| 11.  | 3  | Jaime Alguersuari      | Virgin Racing      | + 43,883      |         |
| 12.  | 23 | Nick Heidfeld          | Venturi            | + 47,878      |         |
| 13.  | 9  | Sébastien Buemi        | e.dams             | + 1:04,587    |         |
| 14.  | 5  | Karun Chandhok         | Mahindra Racing    | + 1:23,539    |         |
| 15.  | 10 | Jarno Trulli           | Trulli GP          | + 1 kör       |         |
| 16.  | 18 | Vitantonio Liuzzi      | Trulli GP          | + 1 kör       |         |
| 17.  | 88 | Charles Pic            | NEXTEV TCR         | + 1 kör       |         |
| 18.  | 25 | Jean-Éric Vergne       | Andretti Autosport | + 2 kör       | (+3)    |
| ki   | 30 | Stéphane Sarrazin      | Venturi            | Kiesett       |         |
| ki   | 21 | Bruno Senna            | Mahindra Racing    | Kiesett       |         |

## A világbajnokság élmezőnyének állása a verseny után
| H  | Versenyzők         | Pont | H  | Konstruktőrök      | Pont |
| -- | ------------------ | ---- | -- | ------------------ | ---- |
| 1. | Nicolas Prost      | 67   | 1. | e.dams Renault     | 110  |
| 2. | Lucas di Grassi    | 60   | 2. | Audi Sport ABT     | 79   |
| 3. | Sam Bird           | 52   | 3. | Virgin Racing      | 78   |
| 4. | Nelson Piquet, Jr. | 49   | 4. | Andretti Autosport | 62   |
| 5. | Sébastien Buemi    | 43   | 5. | Dragon Racing      | 56   |

- Jegyzet: Csak az első 5 helyezett van feltüntetve mindkét táblázatban.